# 빅토르 베켈베르크
빅토르 펠릭스비치 베켈베르크(러시아어: Виктор Феликсович Вексельберг, 우크라이나어: Віктор Феліксович Вексельберг, 1957년 4월 14일~)는 우크라이나 태생의 러시아, 이스라엘, 키프로스의 올리가르히 정치인이자 사업가이다. 그는 러시아의 대기업인 레노바 그룹의 소유주이자 사장이다. 《포브스》에 따르면, 2021년 11월 현재, 그의 재산은 93억 달러로 추정되며, 그는 세계에서 262번째로 부유한 사람이 되었다.
베켈베르크는 크렘린과 가깝다. 2018년 4월, 미국은 러시아의 크림반도 합병과 관련하여 그를 비롯한 23명의 러시아 국적자들에게 제재를 가했고, 공식적으로 최대 20억 달러의 자산을 동결했다.

## 어린 시절 및 교육
빅토르 베켈베르크는 1957년 우크라이나 소비에트 사회주의 공화국 드로호비치에서 유대계 우크라이나인 아버지와 러시아인 어머니 사이에서 태어났다. 17명의 가족 모두가 홀로코스트의 희생자가 되었다. 그들은 서부 우크라이나의 드로호비치에서 나치가 진압하는 동안 살해되어 집단 무덤에 묻혔다. 베켈베르크의 아버지와 그의 사촌만이 학살에서 살아남았다. 베켈베르크의 아버지는 전쟁에 나갔고, 이웃들은 그의 사촌을 거의 4년 동안 구덩이에 숨겼다. 전쟁이 끝나자, 그녀는 미군이 통제하는 영토로 도망칠 수 있었고, 후에 그녀는 미국으로 이주했다. 앤드루 인트라터는 베켈베르크의 사촌이다.
1979년 모스크바 국립 철도 공학 대학교를 졸업했다. 그 후, 그는 연구원으로 일했고 로드리스 펌프 "콘나스"의 설계국의 연구소장을 맡았다.

## 사생활
그는 마리나와 결혼했고 딸과 아들 두 명의 자녀가 있다. 그의 아버지는 유대인이고, 어머니는 기독교인이다. 그는 자신을 다국적 기업이라고 밝히고 매주 유대교 회당이나 교회 예배에 참석하지 않는다.
베켈버그는 이스라엘의 총리 베냐민 네타냐후와 가까운 영국계 미국인 억만장자이자 공화당의 주요 기부자인 렌 블라바트니크의 오랜 친구이자 사업 파트너이다.
도널드 트럼프 대통령 행정부의 제재를 받은 그는 뉴욕에 있는 딸과 손자를 방문할 수 없게 된 것을 개인적인 비극이라고 명명했다.
보도에 따르면 베켈베르크는 스위스에 살고 있다.